# Eneco Tour 2010
La 6.ª edición del Eneco Tour, disputada entre el 17 y el 24 de agosto de 2010, contó con un recorrido de 1.220,5 km distribuidos en ocho jornadas (un prólogo y siete etapas, la última de ellas contrarreloj), con inicio en Steenwijk (Países Bajos) y final en Genk (Bélgica).
La carrera formó parte del UCI World Calendar 2010 como carrera UCI ProTour.
El ganador final fue Tony Martin (quien además se hizo con la última etapa contrarreloj y la clasificación de los jóvenes). Le acompañaron en el podio Koos Moerenhout y Edvald Boasson Hagen, respectivamente.
En la otra clasificación secundaria se impuso Edvald Boasson Hagen (puntos).

## Equipos participantes
Tomaron parte en la carrera 21 equipos: los 18 equipos de categoría UCI ProTour (al ser obligada su participación); más 3 equipos de categoría Profesional Continental mediante invitación de la organización (Skil-Shimano, Topsport Vlaanderen-Mercator y Vacansoleil Pro Cycling Team). Formando así un pelotón de 167 ciclistas, con 8 corredores cada equipo (excepto el AG2R La Mondiale que salió con 7), de los que acabaron 104. Los equipos participantes fueron:
| - AG2R La Mondiale - Astana - Team Katusha - Caisse d'Epargne - Team Sky - Euskaltel-Euskadi - FDJ | - Footon-Servetto - Garmin-Transitions - Lampre-Farnese Vini - Liquigas-Doimo - Quick Step - Rabobank - Omega Pharma-Lotto | - Skil-Shimano - Team HTC-Columbia - Team RadioShack - Team Milram - Team Saxo Bank - Topsport Vlaanderen-Mercator - Vacansoleil Pro Cycling Team |

## Etapas
| Etapa   | Fecha        | Recorrido                     | km         | Ganador         | Líder       |
| ------- | ------------ | ----------------------------- | ---------- | --------------- | ----------- |
| Prólogo | 17 de agosto | Steenwijk- Steenwijk          | 5,2 (CRI)  | Svein Tuft      | Svein Tuft  |
| 1.ª     | 18 de agosto | Steenwijk- Rhenen             | 178        | Robbie McEwen   | Svein Tuft  |
| 2.ª     | 19 de agosto | Sint Willebrord- Ardooie      | 198        | André Greipel   | Svein Tuft  |
| 3.ª     | 20 de agosto | Ronse- Ronse                  | 191        | Koos Moerenhout | Tony Martin |
| 4.ª     | 21 de agosto | Sint-Lievens-Houtem- Roermond | 214        | Greg Henderson  | Tony Martin |
| 5.ª     | 22 de agosto | Roermond- Sittard-Geleen      | 204        | Jack Bobridge   | Tony Martin |
| 6.ª     | 23 de agosto | Bilzen- Heers                 | 205        | André Greipel   | Tony Martin |
| 7.ª     | 24 de agosto | Genk- Genk                    | 16,9 (CRI) | Tony Martin     | Tony Martin |

## Clasificaciones finales

### Clasificación general
| Posición       | Ciclista             | Equipo             | Tiempo      |
| -------------- | -------------------- | ------------------ | ----------- |
| Maillot blanco | Tony Martin          | HTC-Columbia       | 28h 50' 57" |
| 2              | Koos Moerenhout      | Rabobank           | + 31"       |
| 3              | Edvald Boasson Hagen | Sky                | + 1' 46"    |
| 4              | Richie Porte         | Saxo Bank          | + 1' 57"    |
| 5              | Svein Tuft           | Garmin-Transitions | + 2' 04"    |
| 6              | Lars Boom            | Rabobank           | + 2' 11"    |
| 7              | Maarten Tjallingii   | Rabobank           | + 2' 17"    |
| 8              | Andreas Klöden       | RadioShack         | + 2' 18"    |
| 9              | Dominique Cornu      | Skil-Shimano       | + 2' 35"    |
| 10             | Jürgen Roelandts     | Omega Pharma-Lotto | + 2' 37"    |

### Clasificación por puntos
| Posición     | Ciclista             | Equipo       | Puntos |
| ------------ | -------------------- | ------------ | ------ |
| Maillot rojo | Edvald Boasson Hagen | Sky          | 103    |
| 2            | Robbie McEwen        | Katusha      | 80     |
| 3            | Tony Martin          | HTC-Columbia | 80     |

### Clasificación de los jóvenes
| Posición | Ciclista             | Equipo       | Tiempo      |
| -------- | -------------------- | ------------ | ----------- |
|          | Tony Martin          | HTC-Columbia | 28h 50' 57" |
| 2        | Edvald Boasson Hagen | Sky          | + 1' 46"    |
| 3        | Richie Porte         | Saxo Bank    | + 1' 57"    |

## Evolución de las clasificaciones
| Etapa (Vencedor)              | Clasificación general Algemeen klassement | Clasificación por puntos Puntentrui klassement | Clasificación de los jóvenes Jongerentrui klassement |
| ----------------------------- | ----------------------------------------- | ---------------------------------------------- | ---------------------------------------------------- |
| Prólogo (CRI) (Svein Tuft)    | Svein Tuft                                | Svein Tuft                                     | Jos van Emden                                        |
| 1.ª etapa (Robbie McEwen)     | Svein Tuft                                | Robbie McEwen                                  | Jos van Emden                                        |
| 2.ª etapa (André Greipel)     | Svein Tuft                                | Robbie McEwen                                  | Edvald Boasson Hagen                                 |
| 3.ª etapa (Koos Moerenhout)   | Tony Martin                               | Robbie McEwen                                  | Tony Martin                                          |
| 4.ª etapa (Greg Henderson)    | Tony Martin                               | Robbie McEwen                                  | Tony Martin                                          |
| 5.ª etapa (Jack Bobridge)     | Tony Martin                               | Robbie McEwen                                  | Tony Martin                                          |
| 6.ª etapa (André Greipel)     | Tony Martin                               | Edvald Boasson Hagen                           | Tony Martin                                          |
| 7.ª etapa (CRI) (Tony Martin) | Tony Martin                               | Edvald Boasson Hagen                           | Tony Martin                                          |
| Final                         | Tony Martin                               | Edvald Boasson Hagen                           | Tony Martin                                          |